# Fußball-Verbandsliga Mecklenburg-Vorpommern 2022/23
Die Saison 2022/23 war die 32. Spielzeit der Verbandsliga Mecklenburg-Vorpommern und die fünfzehnte als sechsthöchste Spielklasse im Fußball der Männer in Deutschland. 

## Saisonverlauf
Sie begann am 5. August 2022 mit der Begegnung Malchower SV gegen FSV Bentwisch, die 2:2 ausging. Der Spielbetrieb wurde vom 5. Dezember 2022 bis 24. Februar 2023 für eine Winterpause unterbrochen. Der letzte Spieltag fand am 10. Juni 2023 statt.
Nach Abschluss der Hinrunde führte Anker Wismar die Tabelle an, mit dem 1. FC Neubrandenburg und Einheit Ueckermünde auf den Verfolgerplätzen. Abgeschlagener Letzter war der TSV Bützow, der in der Hinrunde lediglich einen Sieg verbuchen konnte. Vorletzter war der Penzliner SV. Anfang März 2023 gab der Nordostdeutsche Fußballverband bekannt, dass Anker Wismar und der 1. FC Neubrandenburg die Lizenz für die Oberliga-Saison 2023/24 beantragt hatten. Frühzeitig stand der FC Anker Wismar, der die gesamte Saison ohne Niederlage blieb, als Mecklenburg-Vorpommern-Meister und Aufsteiger fest. Am Tabellenende entschied sich deutlich vor Saisonschluss, dass der weiterhin abgeschlagene Letzte, TSV Bützow, und der Vorletzte, Penzliner SV, in die Landesliga absteigen mussten. In dieser Saison sollte es ursprünglich keinen Regelabsteiger geben, sodass die Zahl der Absteiger in die Landesliga von der Zahl der Oberliga-Absteiger aus Mecklenburg-Vorpommern bestimmt wurde – dies waren mit dem FC Mecklenburg Schwerin und dem MSV Pampow zwei Vereine aus Mecklenburg-Vorpommern.

## Teilnehmende Mannschaften
Fünfzehn Mannschaften nehmen an der Verbandsliga Mecklenburg-Vorpommern 2022/23 teil.
- FSV Bentwisch
- TSV Bützow (N)
- Greifswalder FC II  (N)
- Güstrower SC 09
- FSV Kühlungsborn
- Malchower SV
- 1. FC Neubrandenburg 04
- SV Pastow
- Penzliner SV
- FC Förderkader René Schneider Rostock
- SV Warnemünde
- FC Schönberg 95
- SV Siedenbollentin
- Einheit Ueckermünde
- FC Anker Wismar

(N) - Aufsteiger aus der Landesliga 2021/22
Keine Teilnehmer kommen aus den Landkreisen Ludwigslust-Parchim, Vorpommern-Rügen sowie der Landeshauptstadt Schwerin.

## Statistik

### Tabelle
| Pl.                       | Verein                                | Sp. | S  | U | N  | Tore    | Diff. | Punkte |
| ------------------------- | ------------------------------------- | --- | -- | - | -- | ------- | ----- | ------ |
| 1.                        | FC Anker Wismar                       | 28  | 26 | 2 | 0  | 093:150 | +78   | 80     |
| 2.                        | Einheit Ueckermünde                   | 28  | 22 | 3 | 3  | 085:200 | +65   | 69     |
| 3.                        | 1. FC Neubrandenburg                  | 28  | 22 | 2 | 4  | 094:200 | +74   | 68     |
| 4.                        | FC Schönberg 95                       | 28  | 18 | 4 | 6  | 075:450 | +30   | 58     |
| 5.                        | Malchower SV                          | 28  | 16 | 3 | 9  | 069:450 | +24   | 51     |
| 6.                        | Güstrower SC 09                       | 28  | 13 | 3 | 12 | 075:630 | +12   | 42     |
| 7.                        | SV Pastow                             | 28  | 11 | 2 | 15 | 053:740 | −21   | 35     |
| 8.                        | FSV Kühlungsborn                      | 28  | 10 | 4 | 14 | 065:770 | −12   | 34     |
| 9.                        | SV Siedenbollentin                    | 28  | 10 | 3 | 15 | 046:710 | −25   | 33     |
| 10.                       | FSV Bentwisch                         | 28  | 9  | 8 | 11 | 058:570 | +1    | 35     |
| 11.                       | Greifswalder FC II (N)                | 28  | 8  | 7 | 13 | 049:660 | −17   | 31     |
| 12.                       | FC Förderkader René Schneider Rostock | 28  | 7  | 2 | 19 | 038:700 | −32   | 23     |
| 13.                       | SV Warnemünde                         | 28  | 7  | 1 | 20 | 043:970 | −54   | 22     |
| 14.                       | Penzliner SV                          | 28  | 6  | 2 | 20 | 058:107 | −49   | 20     |
| 15.                       | TSV Bützow (N)                        | 28  | 2  | 0 | 26 | 033:107 | −74   | 06     |
| Stand: Saisonende 2022/23 |                                       |     |    |   |    |         |       |        |

Platzierungskriterien: 1. Punkte – 2. Tordifferenz – 3. geschossene Tore

| (N) | Aufsteiger aus der Landesliga 2021/22 |

### Torschützenliste
|    | Spieler        | Verein                  | Tore |
| -- | -------------- | ----------------------- | ---- |
| 1. | Hubert Bylicki | FSV Einheit Ueckermünde | 30   |
| 2. | Julian Hahnel  | FC Anker Wismar         | 22   |
| 3. | Philipp Berndt | FSV Bentwisch           | 21   |